# 4M変更
4M変更（4Mへんこう、4M change）もしくは4M変化点（4Mへんかてん、4M change point）とは、日本の電子工業、自動車産業を始めとした日本の製造業に広く採用されている品質管理手法のひとつ。

## 概要
4M変更は、製品の品質を管理するために、製造に関わる変更点を洗い出し、把握する手法のひとつで、
1. Man（人）：現場で製品の生産に関わる作業員
2. Machine（機械）：製品の生産に関わる機械などの設備
3. Method（方法）： 製品を生産するために採用されている方法
4. Material（材料）：製品に使用される材料・加工品

の4つの要素の変更を管理することで、製品の不具合を予防し、市場への不具合品流出を防ぐ効果的な管理手法である。
また、これにMeasurement（測定）が加わり、5Mとして生産管理する方法も存在する。
大きな4M変更が行われた場合、その変更に伴う製造現場やサプライヤーにおける業務量は莫大になることがあり、基本的に材料・部品サプライヤーには、不要な（または非効率な）4M変更を避ける努力が求められる。
このような手順によって、日本製品の品質は世界的に見ても高く、かつ安定しており、国際的競争力の源泉となっているため、特にOEM（最終製品製造者）は4M変更に対して厳しく管理を行っている。
海外部品サプライヤーからは、この4M変更を始めとする品質基準が対日輸出の際の非関税障壁になっていると批判されることもあり、実際に日本国内でもあまりに厳しすぎる基準は効率を下げるという議論もあるが、国際的にもISO 9001:2015で、変更の管理が要求項目として追加されるなどの動向に加え、同時に品質を下げることは許されないというメーカー技術者の意識は高く、当面この4M変更管理が無くなることはないと考えられている。

## 具体例
例えば化学品材料などは、製造ロットごとに性状が微妙に変わってくることがあり、その傾向が過去と比較して大きくなってくると、予め納入先とサプライヤーで取り交わされた規格から逸脱する可能性が出てくる。その場合、性状が変わってくることに対して、その原因、解決方法、再発防止などの対策が取られる。この場合、トヨタ方式と呼ばれる5W法（なぜそれが起きたのかの問いかけや議論を５回繰り返し、根本的な原因を探して、対策・対応を取る。）などが使われ、4M変更による不具合を未然に防ぐための対策が取られる。

## ISOへの採用
日本では一般的に行われてきたこの管理手法が近年欧米各国においても着目されている事が、国際的な品質マネジメント規格であるISO 9000:2015 に新たな要求事項として組み込まれたことからも窺える。
ISO 9000:2015 では変更に関する新たな要求事項として下記の項目が追加されている。
- 6.3 変更の計画
- 8.1 運用の計画及び管理
- 8.3.6 設計・開発の変更
- 8.5.6 変更の管理

なお、自動車業界に特化した品質規格であるIATF 16949:2016 においても、ISO 9000:2015 の発行を受けて変更管理に関する要求事項として下記の内容が追加されている。
- 変更の計画（6.3）
- 製品・サービスの要求事項の変更（8.2.4）
- 設計・開発の変更（8.3.6）
- 段取り作業替えの検証（8.5.1.3）
- シャットダウン後の検証（8.5.1.4）
- 変更管理（8.5.6）
- 工程管理の一時的変更（8.5.6.1.1）

ISOで想定されている“変更”が発生するケースについては「ISO 9001:2015 で“変更”はどのように 扱われているか」より
下記の項目が挙げられており、４M変更で挙げられている内容は概ね網羅されている事が判る。
- プロセス
- 文書化した情報
- 治工具
- 設備
- 従業員の教育・訓練
- 供給者の選定
- 供給者の管理